# José Rodrigues Jardim
José Rodrigues Jardim (no Arraial de Santa Rita da Anta, em Goiás/GO (então Vila Boa de Goiás), c. 1780 — Rio de Janeiro, 27 de outubro de 1842) foi um proprietário rural, militar e político brasileiro. Foi o primeiro goiano de nascimento a ser presidente da província de Goiás, de 1831 a 1837, e senador do Império do Brasil, de 1837 a 1842.

#### Bases de uma tradição política: os Rodrigues Jardim em Goiás
De acordo com Americano do Brasil, “a família Jardim é a mais antiga, das atuais, militante na política de Goiás”. 
A presença da família Jardim em terras goianas remonta ao ano de 1774, quando o português Silvestre Rodrigues Jardim, filho de Antonio Jardim e Izabel Maria, natural de São Vicente de Alcabideche (atualmente uma freguesia do Município de Cascais, em Portugal), chega à Capitania de Goiás.
Presume-se que o deslocamento de Silvestre para o interior da colônia tenha se dado em razão de sua condição de militar, integrante, pois, da estrutura burocrática do Estado lusitano. Nas escassas referências historiográficas sobre Silvestre Rodrigues Jardim há menção de que, ao tempo de sua vinda a Goiás, ocuparia o posto de “Alferes”. Sabe-se, contudo, que ao final da década de 1780 já seria “tenente”. Ainda na década de 1780, Silvestre Jardim desempenhou, por diversas vezes, a importante função de Vereador da Câmara Municipal de Vila Boa de Goiás e, em 1800, na qualidade de Presidente da Câmara, exerceu a função de Juiz Ordinário de Vila Boa.
No arraial de Santa Rita da Anta, casou-se com a paulista Leonor de Lemos e Moraes, gerando dois filhos: José Rodrigues Jardim (1780-1842) e Manoel Rodrigues Jardim (1782-1835).
A despeito dos parcos registros historiográficos acerca de Silvestre Rodrigues Jardim, a observar sua carreira política e administrativa, em especial pela atuação na Câmara de Vila Boa, conjectura-se certa proeminência e destaque no cenário local, o que, juntamente com seu patrimônio decorrente da exploração aurífera e da incipiente produção agrícola em sua propriedade na região do arraial de Santa Rita da Anta, possibilitou formação intelectual a seus filhos, José e Manoel, e a inserção deles, respectivamente, nos quadros militares e eclesiásticos.
Estaria, assim, pavimentando os caminhos de seus descendentes para ocupação de importantes postos na estrutura político-administrativa não apenas no período colonial, mas, também, no regime imperial. No século XIX, as carreiras eclesiástica e militar, amalgamadas à burocracia estatal, constituam-se como importantes mecanismos de afirmação social, econômica e política, face às diminutas oportunidades de projeção profissional em outros segmentos do Brasil Colônia.
José Rodrigues Jardim, além de ter galgado uma exitosa carreira militar e política no âmbito regional - chegando ao posto de Presidente da Província -, rompeu os limites de Goiás com a assunção do cargo de Senador do Império de 1837 a 1842.
Já Manoel Rodrigues Jardim, além de sua profícua atuação eclesiástica e legislativa na província mineira, logo, em 1821, galga o importante posto de representante "suplente" de Minas Gerais nas Cortes Gerais e Extraordinárias da Nação Portuguesa (Cortes Gerais). Foi, ainda, representante de Goiás na Câmara dos Deputados do Império na 2ª Legislatura, como suplente entre maio de 1832 e julho de 1833. De acordo com Lazzarini, Manoel "foi um dos eclesiásticos que mais atuou no âmbito provincial durante a década de 1820 até a instalação das Assembleias Provinciais, ou seja, até seu falecimento em 1835. O padre veio de família proprietária estabelecida em Goiás - seu pai foi de origem portuguesa e um de seus irmãos chegou a ocupar cargos importantes, como presidente da província de Goiás e senador do império. Jardim passou a residir em Ouro Preto não sabemos bem a partir de quando, mas atuou como representante por diversas vezes, principalmente por Minas, mas também por Goiás: foi deputado nas Cortes de Lisboa pela província de Goiás e suplente por Minas Gerais; eleito para o Conselho Geral de Província de Minas Gerais (dois mandatos: 1828-1829 e 1830-1833); deputado provincial por Minas Gerais em 1835; deputado geral por Goiás, entrando como suplente em 1832-1833 e em 1834-1835; em 1822, foi Procurador Geral da província de Goiás e, em 1833, foi Tesoureiro da Fazenda Pública de Minas Gerais; foi também professor régio, em 1829, e sócio da Sociedade Promotora da Instrução Pública. Como clérigo, os periódicos apontaram atuação recorrente durante os festejos religiosos".
Interessante observar que, na carreira política, os filhos de Silvestre Jardim – José em Goiás e Manoel em Minas Gerais – regeram-se pelo credo liberal típico das primeiras três décadas do século XIX: respeito à Constituição, limitação do poder pela lei, deferência ao Poder Legislativo como instituição de representação da Nação (ainda que ao lado do Imperador) e liberdade de imprensa. 

#### Trajetória militar
José Rodrigues Jardim foi militar de carreira, chegando ao posto de Coronel de Milícias. Sobre a evolução de sua carreira militar, destaca José Eustáquio Ribeiro: “aos 20 anos de idade, em 1800, entrou para o Regimento de Cavalaria Miliciana, conforme afirmam Americano do Brasil e José Lôbo. Foi um engajamento voluntário, o que é de se esperar do ingresso de uma tropa de Segunda Linha não paga, que era o caso das milícias [...] Em 1801 assenta se como praça voluntário. Três anos depois ascende a cadete e alferes. Em 1808 é alçado à patente de tenente, já sob o governo de Assis Mascarenhas. Devido às ordens de D. Rodrigo Coutinho de que milícias e ordenanças auxiliassem e dessem proteção à navegação do Araguaia Tocantins, Jardim é destacado para essa função, do que teria decorrido sua promoção a condição de oficial de milícia [...] Em 10 de maio de 1809, no fim do governo de Assis Mascarenhas, recebeu como ‘mercê’ a patente que o promove a ‘Tenente da 5ª Companhia do Regimento Geral e 1ª Cavalaria de Milícias de Anta’ (LÔBO, 1974, p. 103). Anta é seu arraial natal e onde se estabeleceu como proprietário. Obviamente que essa era uma mercê dada pelo exercício do poder local. Afirma a Carta Patente que “com o qual não vencerá soldo algum de Minha Real Fazenda”, no entanto “gozará de todas as honras, privilégios, liberdades, isenções, e franquezas que existam e lhe pertencerem” (AHG Livro 0043 , p. 20b)". Segundo o mesmo autor, a promoção para o posto de Coronel ocorreu em 1825.
Nas duas primeiras décadas de 1800, paralelamente às atividades na corporação miliciana, desempenhou atividades burocráticas (foi Tesoureiro da Casa de Fundição entre 1º/01/1807 a 31/12/1809 e, ainda, Administrador dos Dízimos) e políticas (em 1821, é eleito Vereador da Câmara de Vila Boa).

#### O desenvolvimento do prestígio político e a assunção das rédeas da administração provincial
O prestígio de José Rodrigues Jardim foi construído em momento de tensão política vivida nos primeiros anos do Império brasileiro e, especialmente, na década de 1830, quando se evidencia o conflito entre brasileiros natos e os “adotivos” (portugueses). 
Em agosto de 1820, irrompeu em Portugal uma revolução de cunho liberal motivada pela profunda crise política, militar e econômica vivida pelo país. Como consequência, em fins daquele ano, foi instituída uma junta provisória para governar em nome do rei Dom João VI, sendo exigido o seu pronto retorno à Metrópole , uma vez que transferira a residência oficial para o Rio de Janeiro desde 1808. Diante da pressão, o monarca embarca para a Europa em abril de 1821, deixando em seu lugar, na qualidade de Príncipe-Regente, seu filho, Pedro.
Os ares de revolta chegaram às terras goianas. Sob a liderança do cônego Luiz Bartolomeu Marques, em 14/08/1821, realizou-se uma fracassada tentativa de deposição do governador da Capitania, Manuel Inácio de Sampaio. Mesmo diante do insucesso do movimento, a semente foi plantada em Goiás, inspirando, inclusive, o efêmero "Governo Provisório da Província de São João da Palma" sob a iniciativa do desembargador Joaquim Teotônio Segurado. É exatamente nesse contexto, que começa a despontar a figura de José Rodrigues Jardim.
Com a chegada da notícia no solo goiano acerca da Proclamação da Independência em 07/04/1822, foi estabelecida uma nova ordem institucional. Nesse contexto, José Rodrigues Jardim foi Secretário da Junta do Governo Provisório de 1822 e, em 1824, compôs o Conselho Administrativo da primeira presidência da Província de Goiás. Por franca divergência com o governante Caetano Maria Lopes Gama, em 1827, José Rodrigues Jardim afastou-se da administração provincial, recolhendo-se em sua propriedade no arraial de Santa Rita da Anta. Assim, acompanhou, à distância, o término da administração de Lopes Gama (em 24/10/1827) e o tumultuado governo de Miguel Lino de Moraes (24/10/1827 a 14/08/1831).
Com a chegada da notícia da abdicação de Dom Pedro I (07/04/1831) e a formação do Governo Regencial, em Goiás, um grupo radical liderado pelo padre Luiz Bartholomeu Marques (então Vice-Presidente da Província) e pelo capitão Filipe Cardoso (Comandante Interino das Armas da Província), movido por forte sentimento antilusitano, promove, em 14/08/1831, a deposição do Presidente da Província, o português Miguel Lino de Morais, bem como a exoneração de todos os portugueses ocupantes de cargos públicos na região .  
Em razão da postura autoritarista do movimento e da patente inconstitucionalidade das medidas de exceção, tendo em vista que a Constituição do Império de 1824, em seu art. 6º, inciso IV e art. 179, concedia aos chamados brasileiros adotivos os mesmos direitos garantidos aos brasileiros natos, um grupo moderado passa a se formar na Província, valendo-se de um discurso liberal-constitucionalista e tendo como veículo de propagação de ideias o jornal "A Matutina Meiapontense". José Rodrigues Jardim, juntamente com Luiz Gonzaga de Camargo Fleury e o comendador Joaquim Alves de Oliveira, eram os principais expoentes de tal grupo moderado.
Sob a orientação de evitar conflitos civis no Império e diante das constantes rebeliões observadas no país, o Governo Regencial não oferece guarida à administração radical de Luiz Bartolomeu Marques, declarando nulos e ilegais os seus atos . Em consequência, confere a chefia da Província ao grupo moderado, em especial a José Rodrigues Jardim, que assume a Presidência de Goiás em 31/12/1831 .
Considerando a prática observada no período imperial consistente na indicação de nomes tarimbados das grandes províncias e até mesmo portugueses para os altos postos políticos de Goiás , José Rodrigues Jardim, inegavelmente, foi uma exceção histórica, o que evidencia a sua singular importância política. 
Além de sua naturalidade goiana, José Rodrigues Jardim é uma exceção no que tange à duração do mandato de Presidente da Província: mais de seis anos! Não se pode olvidar que, entre 1832 e 1837, o governo de Jardim se manteve firme mesmo diante de um contexto político turbulento na Corte: a reforma liberal e a edição do Ato Adicional de 1834; o fim da Regência Trina e o início da Regência Una de Diogo Antônio Feijó (12/10/1835 a 19/09/1837); a ocorrência de focos regionais de insurreição como a Cabana pernambucana (1832-1835), a Cabanagem paraense (1835-1840), a Revolta dos Malês (1835) e a Guerra dos Farrapos (1835-1845); e a ascensão da oposição conservadora que culminaria na renúncia de Feijó em 18/09/1837 e a ascensão de Pedro Araújo de Lima, o Marques de Olinda, à Regência Una.   
Em sua gestão à frente da província goiana, que duraria até 20/03/1837, Jardim muito contribuiu para o desenvolvimento da instrução pública, preocupando-se, inclusive com a educação feminina.

#### A consagração como Senador do Império
Face ao relativo êxito na missão de pacificação da província goiana e da implementação de uma agenda administrativa coerente com os desígnios das regências, o nome de José Rodrigues Jardim passa a ser cogitado para a representação de Goiás no Senado do Império. Eleito em primeiro lugar na lista tríplice, foi escolhido pelo Regente Diogo Antônio Feijó  e nomeado em 16/01/1836  como Senador do Império. Assim, Jardim deixa o governo provincial e parte para o Rio de Janeiro em 20/03/1837. Após diplomado, toma posse da vaga da representação de Goiás no Senado na sessão de 17/05/1837. 
Posteriormente, acumulando as funções da senatoria com a Vice-Presidência da Província, viria a assumir, de forma interina, a chefia do Poder Executivo de Goiás no período de 01/03/1841 a 14/11/1841.
Cumpre salientar que Jardim foi o segundo Senador por Goiás, vindo a ocupar a vaga aberta em decorrência do falecimento de Francisco Maria Gordilho Veloso de Barbuda, o Marquês de Jacarepaguá , ocorrido em 02/05/1836. Assim como registrado em relação ao mandato de Presidente provincial, José Rodrigues Jardim foi o primeiro Senador por Goiás nascido em terras goianas. 
Durante todo período imperial, com apenas uma cadeira, Goiás foi representado no Senado por apenas quatro nomes: Marquês de Jacarepaguá (de 1826 a 1836), Rodrigues Jardim (de 1837 a 1842), Silva Maia (1843 a 1853) e Silveira da Mota (de 1853 a 1889). O único que, de fato, possuía raízes na Província, era Jardim. Tal fato realça sua posição diferenciada e de prestígio junto à Corte, devendo ser-lhe assegurado, sem sombra de dúvida, um lugar de destaque no panteão dos goianos de maior destaque no século XIX.  
Assumiu novamente o governo goiano, interinamente, entre 1º de março de 1841 e 14 de novembro de 1841, substituindo José de Assis Mascarenhas.
Recebeu, por concessão do Imperador Dom Pedro II, duas das mais importantes condecorações honoríficas do período: a Ordem de Cristo (grau “Comendador”) e a Imperial Ordem do Cruzeiro (grau “Cavalheiro”), conforme Decreto imperial de 18/07/1841.

#### Família e herdeiros políticos
Faleceu no Rio de Janeiro em 27 de outubro de 1842, deixando de seu casamento com Ângela Ludovico de Almeida (c. 1790-1850), oito filhos: Francisca de Paula; Maria Altina; Joaquina Porfíria; Antônia Emília; Leonor de Lemos e Morais, neta; João Rodrigues Jardim; Manuel Rodrigues Jardim, sobrinho (1833-1877); e José Rodrigues Jardim, filho (1821-1863).
Nota-se, pela ótica familiar e profissional, que os filhos do casal José Rodrigues Jardim e Ângela Ludovico foram responsáveis pela estruturação de importantes clãs políticos no âmbito regional e, também, nacional. Os filhos José e Manoel bacharelarem-se em direito pela prestigiada Faculdade do Largo do São Francisco, em São Paulo, seguindo carreira jurídica de sucesso, conciliando-a com importantes funções político-administrativas na burocracia imperial.

Na esfera política, da descendência de José Rodrigues Jardim e Ângela Ludovico, destacam-se Deputados do Império e da República, Senadores, Presidentes de Província, Governadores e Ministros, como José Leopoldo de Bulhões Jardim, Eugênio Rodrigues Jardim e Torquato Lorena Jardim. No segmento militar, Jerônimo Rodrigues Moraes Jardim (1838-1916) chegou ao posto de marechal e diversos outros descendentes aos postos de general e coronel.   